# Le Célibataire (film, 1999)
Pour les articles homonymes, voir Le Célibataire.
Pour plus de détails, voir Fiche technique et Distribution.
Le Célibataire (The Bachelor) est un film américain réalisé par Gary Sinyor sorti en 1999. Il s'agit d'un remake du film Les Fiancées en folie de Buster Keaton, adapté de la pièce de théâtre Seven Chances de Roi Cooper Megrue.

## Synopsis
Jimmie Shannon est un jeune homme célibataire profitant de la vie tel un Mustang sauvage courant dans la prairie. Il rencontre Anne et après trois années ponctuées de rendez-vous romantiques, Jimmie décide de l'inviter au restaurant pour lui demander sa main. Mais cette demande en mariage l'angoisse et lui apparaît plus comme la perte d'une certaine liberté. La soirée est ainsi gâchée par sa maladresse sans borne au moment de la demande. Peu de temps après, le grand-père de Jimmie meurt en lui léguant son impressionnante fortune. Mais il y a une condition à cet héritage : il doit se marier avant son trentième anniversaire... qui est le lendemain! Anne ayant pris ses distances, Jimmie décide à regret de se chercher une autre fiancée, sans succès. Son meilleur ami va jusqu'à passer une annonce dans le journal! s'ensuit alors une scène surréaliste dans laquelle Jimmie est poursuivi par des centaines de filles en robe de mariée...

## Fiche technique
- Titre : Le Célibataire
- Titre original : The Bachelor
- Réalisation : Gary Sinyor
- Scénario : Steve Cohen d'après le film Les Fiancées en folie et la pièce de théâtre Seven Chances de Roi Cooper Megrue
- Musique : David A. Hughes et John Murphy
- Photographie : Simon Archer
- Montage : Robert M. Reitano et Florence Vinger
- Production : Jeffrey T. Barabe, Bing Howenstein et Lloyd Segan
- Société de production : New Line Cinema, The Lloyd Segan Company et George Street Pictures
- Société de distribution : Metropolitan Filmexport (France) et New Line Cinema (États-Unis)
- Pays de production :  États-Unis
- Genre : Comédie romantique
- Durée : 101 minutes
- Dates de sortie : 
  - États-Unis : 5 novembre 1999
  - France : 16 août 2000

## Distribution
- Chris O'Donnell (VF : Jean-Philippe Puymartin ; VQ : Gilbert Lachance) : Jimmie Shannon
- Renée Zellweger (VF : Rafaele Moutier ; VQ : Valérie Gagné) : Anne Arden
- Marley Shelton (VF : Virginie Ledieu ; VQ : Lisette Dufour) : Natalie Arden
- Hal Holbrook (VF : Philippe Dumat ; VQ : Hubert Fielden) : Roy O'Dell
- Edward Asner (VF : Jacques Thébault ; VQ : André Montmorency) : Sid Gluckman
- James Cromwell (VQ : Luc Durand) : Le prêtre
- Brooke Shields (VF : Déborah Perret ; VQ : Élise Bertrand) : Buckley Hale-Windsor
- Artie Lange (VF : Daniel Lafourcade ; VQ : Stéphane Rivard) : Marco
- Jennifer Esposito : Daphne
- Peter Ustinov (VF : Roger Carel ; VQ : Yves Massicotte) : le grand-père
- Katharine Towne : Monique
- Mariah Carey (VF : Maïk Darah) : Ilana
- Stacy Edwards (VF : Laure Sabardin) : Zoe
- Sarah Silverman (VF : Brigitte Aubry) : Carolyn
- Nicholas Pryor : Dale Arden

Dans ce film, la chanteuse Mariah Carey fait une apparition en jouant le rôle d'une chanteuse d'opéra.